# Neosinasaurus hoangi
Il neosinasauro (Neosinasaurus hoangi) è un rettile marino estinto, appartenente ai talattosauri. Visse nel Triassico superiore (Carnico, circa 237 - 230 milioni di anni fa) e i suoi resti fossili sono stati ritrovati in Cina.

## Descrizione
Questo animale possedeva un corpo allungato e zampe piuttosto piccole, una coda lunga e un cranio piuttosto corto se rapportato a quello della maggior parte dei talattosauri. Neosinasaurus doveva essere piuttosto simile al grande Miodentosaurus suo contemporaneo, ma possedeva alcune caratteristiche che lo distinguevano: la spina neurale delle vertebre dorsali non era stretta nella zona della base, e l'omero era quasi simmetricamente ricurvo su entrambi i lati. Il cranio era piuttosto simile a quello di Miodentosaurus, e come questo possedeva una cresta lungo la linea mediana dorsale delle premascelle. 

## Classificazione
Neosinasaurus hoangi venne descritto per la prima volta nel 2000, sulla base di due esemplari quasi completi ritrovati nella formazione Xiaowa nella zona di Xinpu (contea di Guanling, provincia di Guizhou) in Cina. Inizialmente questo animale era conosciuto come Sinasaurus hoangi e venne attribuito ai pachipleurosauri. Studi successivi hanno permesso di riscontrare somiglianze con il gruppo dei talattosauri, in particolare con il genere Miodentosaurus (Wu et al., 2009). 